# دهستان باویل
دهستان باویل یکی از دهستان‌های استان آذربایجان شرقی است که در بخش مرکزی شهرستان اسکو به مرکزیت روستای کلجاه واقع شده‌است. آرش فردوسی برنامه نویس و کارآفرین بزرگ آمریکایی اصالتا اهل این روستا میباشد.